# LCD Soundsystem
LCD Soundsystem is een Amerikaans muziekproject en band die voornamelijk elektronische muziek maakt. De band uit New York staat onder leiding van James Murphy. LCD Soundsystem bracht tot op heden vier studioalbums uit, een aantal compilaties, een compositie voor hardlopers en een livealbum.

## Biografie

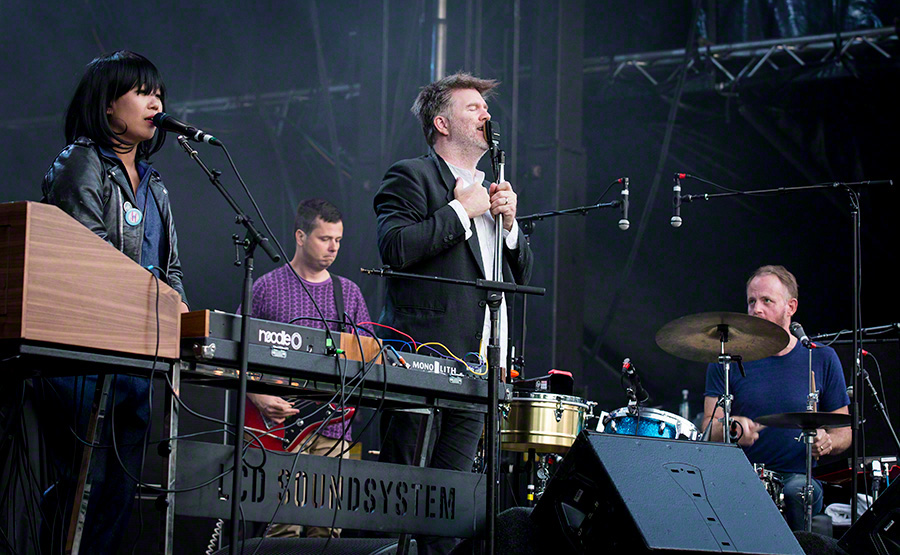
LCD Soundsystem, 2016

In 2001 richtte James Murphy met Tim Goldsworthy Death From Above op, een platenlabel in New York. Een van de eerste uitgaven op DFA was "Losing My Edge" in 2002, een electronummer en een parodie op hipsters die opscheppen over hun exclusieve muziekervaringen. Het nummer, in combinatie met Murphy's werk als dj en eigenaar van DFA Records, levert hem bekendheid op in de undergroundscene van New York. Murphy sloeg samenwerkingen met Janet Jackson en Duran Duran af, en kende een kortstondige collaboratie met Britney Spears.
Op 24 januari 2005 kwam het dubbelalbum LCD Soundsystem uit. Het album bevat 16 nummers, met op cd1 nieuwe tracks en op cd2 re-releases. De eerste single van het album, "Daft Punk is Playing at my House", werd een succes in de Verenigde Staten en in het Verenigd Koninkrijk. De titel is een referentie naar Daft Punk, een Franse elektronicaband. Deze track is ook te horen in computerspellen als FIFA 06, Burnout Revenge en SSX on Tour. Eind 2005 wint LCD Soundsystem twee Grammy’s voor het album.
In 2006 werkte Murphy twee maanden voor Nike door een nummer voor het bedrijf te produceren. Nike had zojuist een sportschoen ontwikkeld waarin metingen worden gedaan en je prestaties tijdens het rennen worden geanalyseerd, terwijl je naar muziek luistert. Murphy speelde al langer met de gedachten om één lange compositie te maken in de stijl van Manuel Göttsching's E2-E4. Hij was bang dat EMI een dergelijke plaat niet zou accepteren, dus bleek het aanbod van Nike later een uitgelezen mogelijkheid. Het bedrijf stuurde Murphy een aantal voorwaarden op, die het werk positief beïnvloedde. Murphy: "Ik vond de specifieke taakbeschrijving erg fijn: ze wilden 45 minuten waarvan zeven als warming-up en zeven als cooling-down met wat pieken daar tussenin. Ik vond het erg cool om een lijst met onzin te hebben die je moet doen want het hield me bezig." Het album kreeg de naam 45:33 en werd in oktober 2006 uitgebracht. Zes maanden later kreeg Murphy de rechten voor de compositie terug en bracht hij het opnieuw uit via DFA Records.
Het werk voor Nike was ook voordelig voor Murphy's werk met het tweede LCD Soundsystem-album. Het werk aan de plaat kende geen voortgang en de onderbreking voor 45:33 zorgde voor kalmte en inspiratie, waardoor het tweede deel van de opnamen een stuk soepeler gingen. Het tweede album, Sound of Silver, kwam op 20 maart 2007 uit. Sommige nummers van dit album waren al deels te horen op 45:33. De eerste single was "North American Scum".
Op 7 november 2009 bracht de band de single "Bye Bye Bayou" uit, een cover van Suicide-zanger Alan Vega.
De opnamen van het derde album vonden plaats in Los Angeles. In mei 2010 verscheen This Is Happening, volgens Murphy zelf hun 'laatste' album; vanaf dit moment is hij van plan muziek met andere mensen en op een andere manier te maken. Murphy: "Het voelt aan alsof dit de laatste zou moeten zijn. Ik heb mezelf altijd voorgehouden dat ik LCD niet zou doen na mijn veertigste."
Eind 2015 verscheen, na een stop van 5 jaar, de single 'Christmas Will Break Your Heart'. Begin 2016 werd bekend dat de band dat jaar zou optreden op het Amerikaanse festival Coachella. Ook kondigde de band een comebacktour en een nieuw album aan.

## Bandleden
- James Murphy

Live aangevuld met:

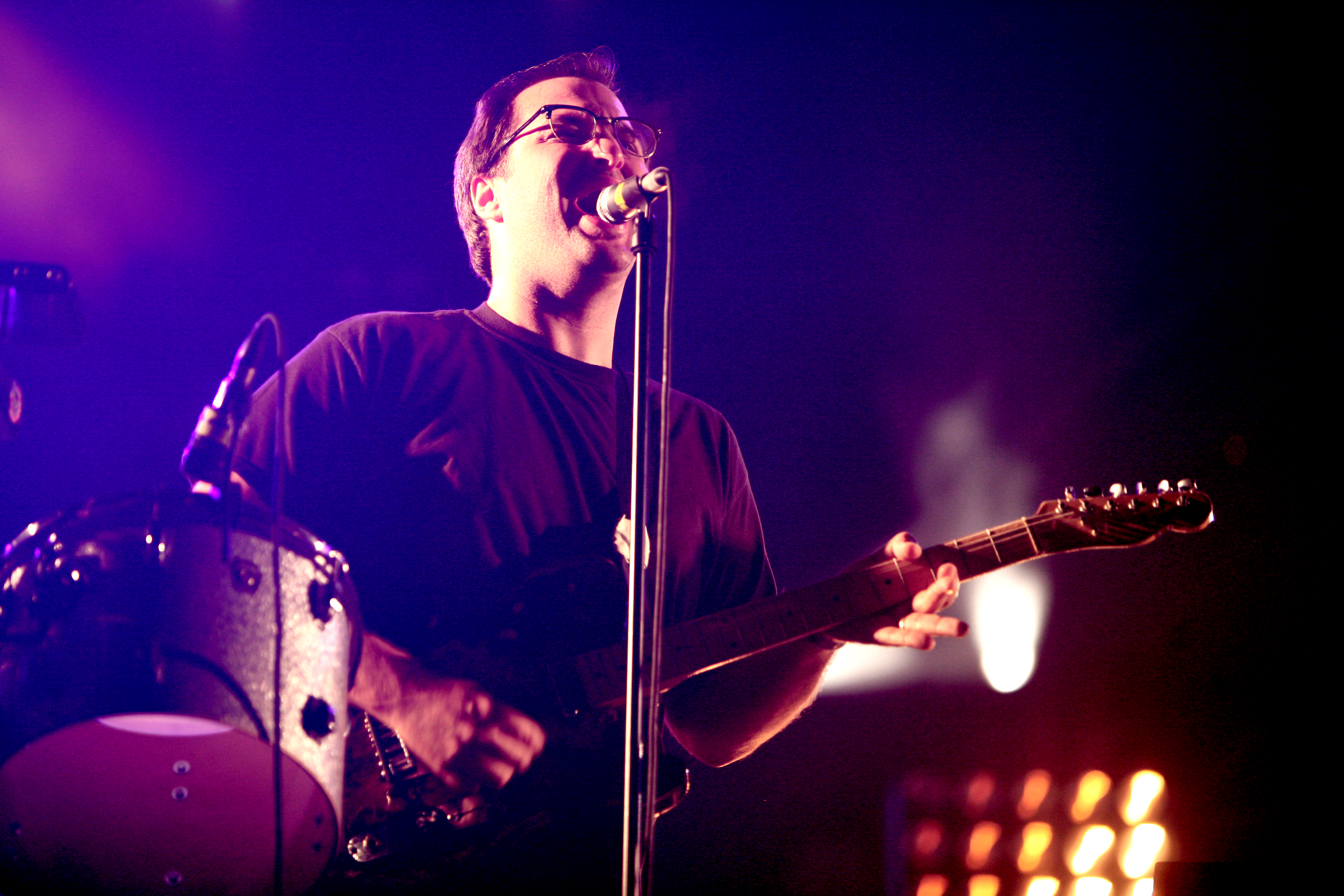
LCD Soundsystem live op Route du Rock in 2007.

- Nancy Whang (keyboard, synthesizer)
- Pat Mahoney (drums)
- David Scott Stone (gitaar)
- Matt Thornley (percussie)
- Gavilán Rayna Russom (synthesizer)
- Tyler Pope (basgitaar)

Ex-leden van de live-opstelling:
- Phil Mossman (gitaar, percussie)
- Al Doyle (gitaar)
- Phil Skarich (basgitaar)

## Discografie
| - 2011 • Shut Up And Play The Hits | - 2002 • "Losing My Edge" - 2003 • "Give It Up" - 2004 • "Yeah" - 2004 • "Movement" - 2005 • "Daft Punk Is Playing at My House" - 2005 • "Disco Infiltrator" / "Slowdive" (cover van Siouxsie and the Banshees) - 2005 • "Tribulations" - 2006 • "45:33" - 2007 • "North American Scum" - 2007 • "All My Friends" - 2007 • "No Love Lost" / "Poupée de cire, poupée de son" - 2007 • "Someone Great" - 2008 • "Time to Get Away" - 2008 • "Freak Out" / "Starry Eyes" - 2008 • "Big Ideas" - 2009 • "Bye Bye Bayou" (cover van Alan Vega) - 2010 • "Pow Pow" - 2010 • "Drunk Girls" - 2010 • "I Can Change" - 2010 • "Throw" - 2011 • "Live Alone" - 2015 • "Christmas Will Break Your Heart" - 2017 • "Call the Police" / "American Dream" - 2017 • "Tonite" - 2017 • "Pulse (v.1)" - 2018 • "(We Don't Need This) Fascist Groove Thang" - 2022 • "New Body Rhumba" |

## Hitlijsten

### Albums
| Album met eventuele hitnotering(en) in de Nederlandse Album Top 100 | Datum van verschijnen | Datum van binnenkomst | Hoogste positie | Aantal weken | Opmerkingen |
| ------------------------------------------------------------------- | --------------------- | --------------------- | --------------- | ------------ | ----------- |
| LCD Soundsystem                                                     | 2005                  | 29-01-2005            | 28              | 9            |             |
| Sound of silver                                                     | 16-03-2007            | 17-03-2007            | 40              | 5            |             |
| This is happening                                                   | 14-05-2010            | 22-05-2010            | 47              | 2            |             |

| Album met hitnotering(en) in de Vlaamse Ultratop 200 albums | Datum van verschijnen | Datum van binnenkomst | Hoogste positie | Aantal weken | Opmerkingen   |
| ----------------------------------------------------------- | --------------------- | --------------------- | --------------- | ------------ | ------------- |
| LCD Soundsystem                                             | 2005                  | 29-01-2005            | 6               | 17           |               |
| Sound of silver                                             | 2007                  | 17-03-2007            | 26              | 8            |               |
| 45:33                                                       | 09-11-2007            | 24-11-2007            | 68              | 3            | Verzamelalbum |
| This is happening                                           | 2010                  | 22-05-2010            | 37              | 3            |               |

## Singles
| Single met eventuele hitnotering(en) in de Nederlandse Top 40 | Datum van verschijnen | Datum van binnenkomst | Hoogste positie | Aantal weken | Opmerkingen              |
| ------------------------------------------------------------- | --------------------- | --------------------- | --------------- | ------------ | ------------------------ |
| Daft Punk is playing at my house                              | 2005                  | -                     |                 |              | #96 in de Single Top 100 |

| Single met hitnotering(en) in de Vlaamse Ultratop 50 | Datum van verschijnen | Datum van binnenkomst | Hoogste positie | Aantal weken | Opmerkingen |
| ---------------------------------------------------- | --------------------- | --------------------- | --------------- | ------------ | ----------- |
| Daft Punk is playing at my house                     | 2005                  | 05-03-2005            | tip6            | -            |             |
| North American scum                                  | 2007                  | 24-03-2007            | tip24           | -            |             |